# Kilt Rock

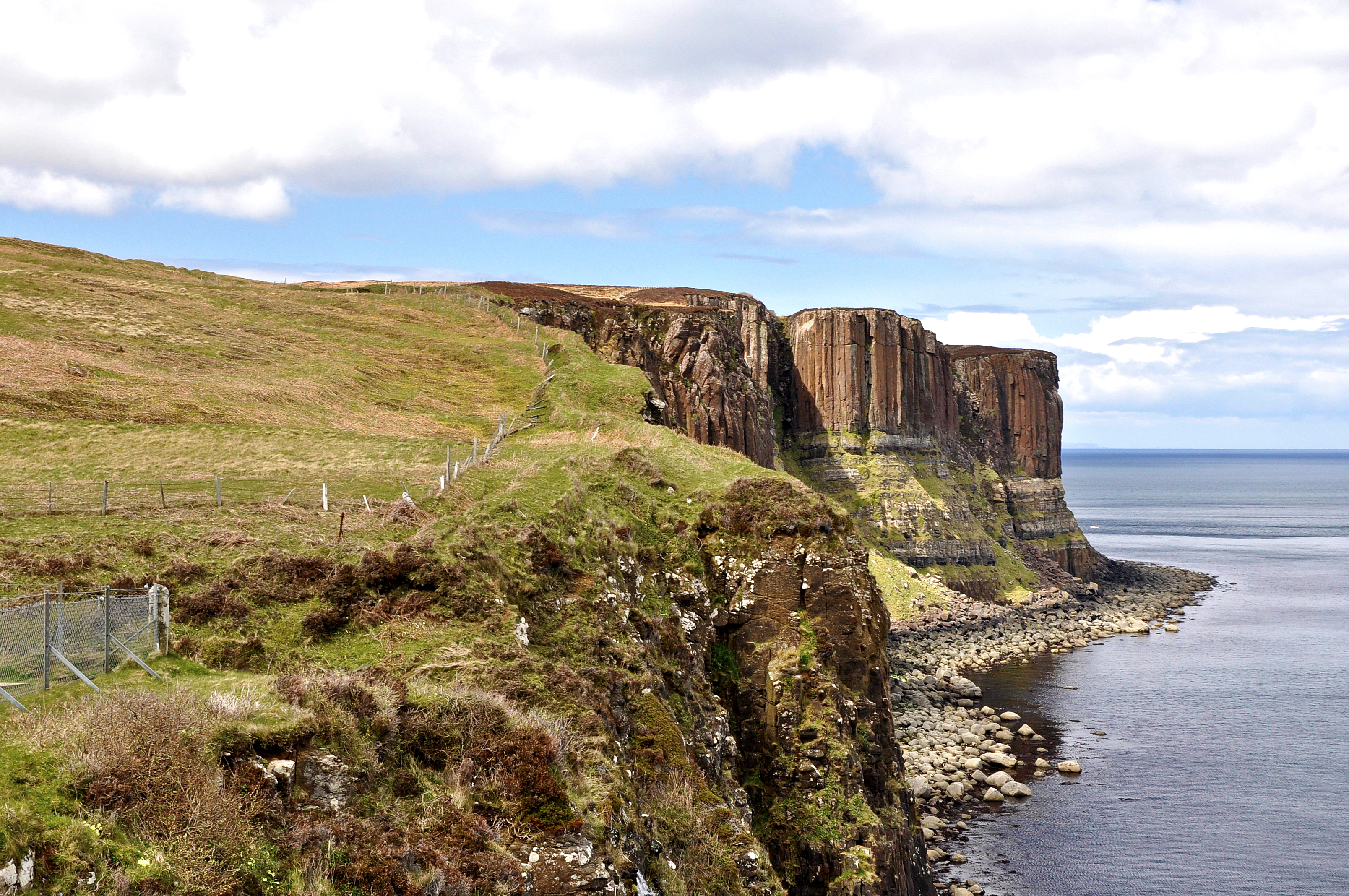
Kilt Rock

Kilt Rock zijn een aantal klippen in de vorm van een kilt, uit basalt die ongeveer 35 m verticaal uit de zee rijzen. Ze liggen 1 km ten zuiden van Staffin, ten oosten van de A855 op het Schotse schiereiland Trotternish van Skye.

## Geologisch verleden
Tussen 61 en 55 miljoen jaar geleden was er grote vulkanische activiteit in dit deel van Schotland. Zowel de Cuillin in het zuiden van Skye als dit noordelijk deel van het schiereiland Trotternish werden toen gevormd. Het gebied werd bedekt met gesmolten steen, een laag van meer dan 1200 m dik. De rotspilaren werden gevormd toen die gesmolten steen, die langzaam afkoelde, zich een weg zocht door de oudere zandsteen uit het Jura (zie de horizontale geelgekleurde lagen op de foto).